# Сельское поселение «Деревня Снопот»
Сельское поселение «Деревня Снопот» — муниципальное образование в Спас-Деменском районе Калужской области Российской Федерации.
Административный центр — деревня Снопот.

## История
Статус и границы сельского поселения установлены Законом Калужской области от 04.03.2013 № 354-ОЗ «Об установлении границ муниципальных образований, расположенных на территории административно-территориальных единиц „Барятинский район“, „Куйбышевский район“, „Людиновский район“, „Мещовский район“, „Спас-Деменский район“, „Ульяновский район“ и наделении их статусом городского поселения, сельского поселения, городского округа, муниципального района».

## Население
| 2007 | 2010 | 2012 | 2013 | 2014 | 2015 | 2016 |
| ---- | ---- | ---- | ---- | ---- | ---- | ---- |
| 158  | ↘99  | ↘89  | ↘79  | ↘77  | ↘76  | ↘71  |
| 2017 | 2018 | 2019 | 2020 | 2021 |      |      |
| ↗81  | ↗84  | ↗86  | ↘83  | ↗87  |      |      |

## Состав сельского поселения
- Снопот (деревня)
- Иловец (деревня)
- Новое Носково (деревня)
- Соболи (деревня)
- Старые Новики (деревня)
- Церковщина (деревня)